# 三道沟镇 (白山市)
三道沟镇，是中华人民共和国吉林省白山市浑江区下辖的一个乡镇级行政单位。

## 行政区划
三道沟镇下辖以下地区：
龙湖社区、滴台村、二道沟村、三道沟村、仙人洞村、大路村和三岔河村。